# 新潟交通佐渡
新潟交通佐渡株式会社（にいがたこうつうさど）は、新潟県佐渡市に本社を置き、路線バス・貸切バス・タクシーの運行などを行うバス事業者。新潟交通の地域子会社にあたり、同社の連結子会社である。

## 概要

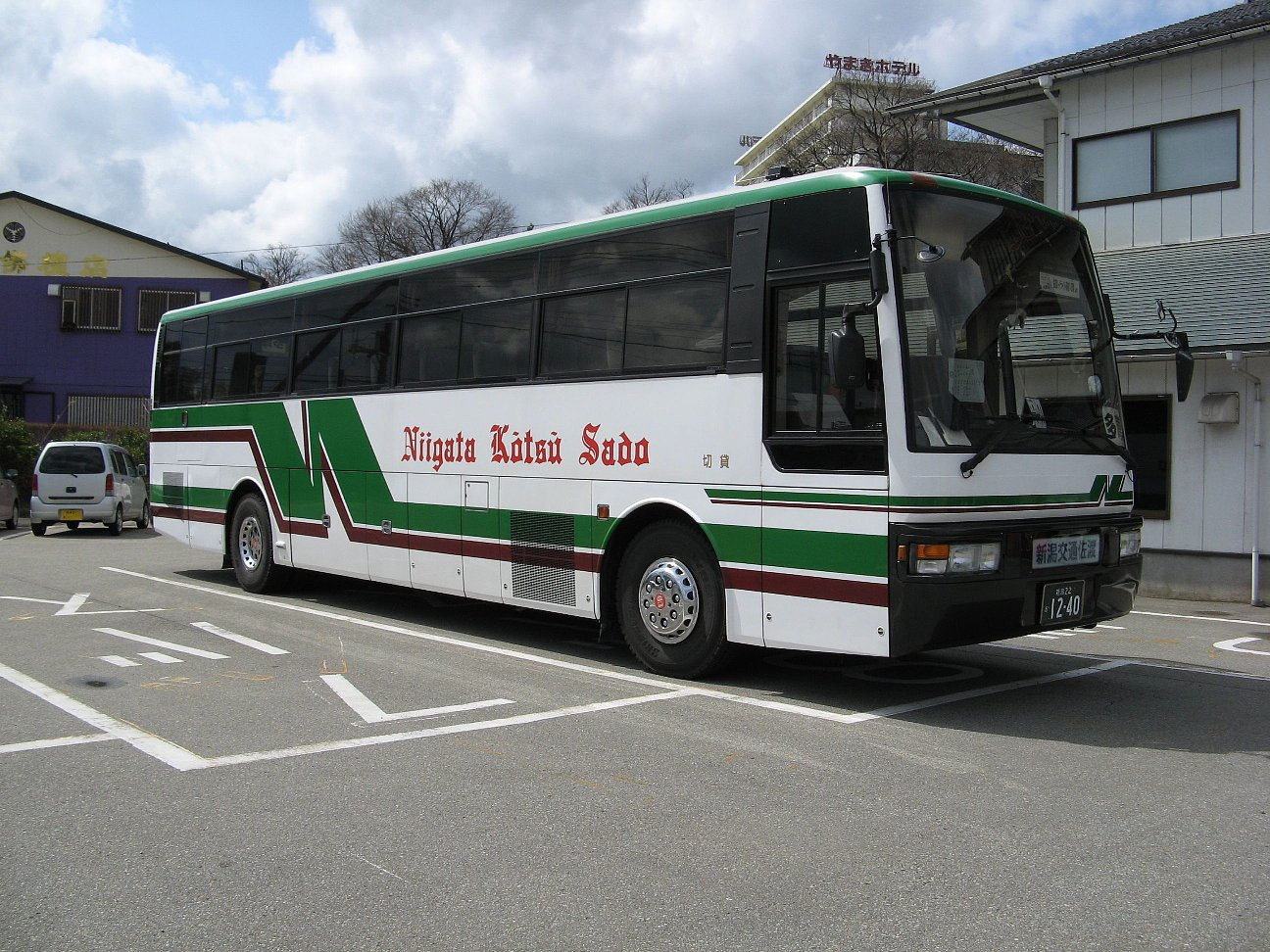
貸切車

佐渡地方（佐渡島内）すべての乗合バス事業と、佐渡島の貸切バス事業を担う、新潟交通全額出資の子会社である。本社は旧：佐渡郡佐和田町の中心部、河原田にある。もともと1986年（昭和61年）に新交佐渡貸切バスとして発足、1994年に新潟交通本体から路線バス全路線の譲渡を受け、現在の規模となった。
新潟交通グループはこのほか、佐和田地区を中心に島内でタクシーの運行を行う企業「佐渡タクシー株式会社」を展開していたが、業績悪化により2006年4月1日付で当社に全業務を譲渡し、2007年1月31日付で清算手続きを終え解散した。なお「佐渡タクシー」の名称は、タクシー事業部のブランド名として存続している。
かつては島内の海沿いほぼ一周に近い範囲の路線に加えて、内陸部の路線も多く運行していたが、過疎化による乗客の減少に加え、乗務員不足もあって便数削減・ジャンボタクシーによる運転、さらには路線の廃止や佐渡市が運営するデマンド交通への転換などが進んでいる。
2024(令和6)年4月からは、土日祝日は本線・南線・小木線以外の路線が全て電話予約デマンド運行に変更され、前日17時までの予約制となった。
合わせて、長年、佐渡観光のシンボル的な存在だった定期観光バスについても、乗務員の不足を理由に2024年2月に休止となっている。

## 営業所
- 本社営業所
- 相川営業所
- 両津営業所
- 小木営業所
- 羽茂（はもち）営業所

相川・小木の両営業所には車両の配属はない。また郵便輸送も受託しているため、両津営業所にはバスの他に郵便用のトラックも配属されている。

## 運賃・乗車券類
- 新潟交通佐渡独自の回数券として、11枚綴りの「普通回数券」と、平日データイムと日曜・休日の終日利用できる割引率の高い「買物回数券」の2種を発行している。なお新潟交通佐渡の回数券は、本土側の新潟交通グループの路線では利用できない。また新潟交通グループ他社の回数券も、新潟交通佐渡管内では利用できない。
- 1日乗車券のほか、2日用や3日用の全線有効フリー乗車券が発売されている。
- 新潟交通グループのバスカード、ICカード「りゅーと」は、サービスエリア外のため利用できない。
- 障害者手帳（身体障害者手帳、療育手帳、精神障害者保健福祉手帳）を提示すると、200円以下の区間は半額、200円を超える区間では、乗車区間にかかわらず一律200円で乗車できる。
- 2021年（令和3年）4月より「学生ワイドフリー定期券」の通年販売を開始した。市内路線バス全路線を定額で利用できる。

## 現行路線

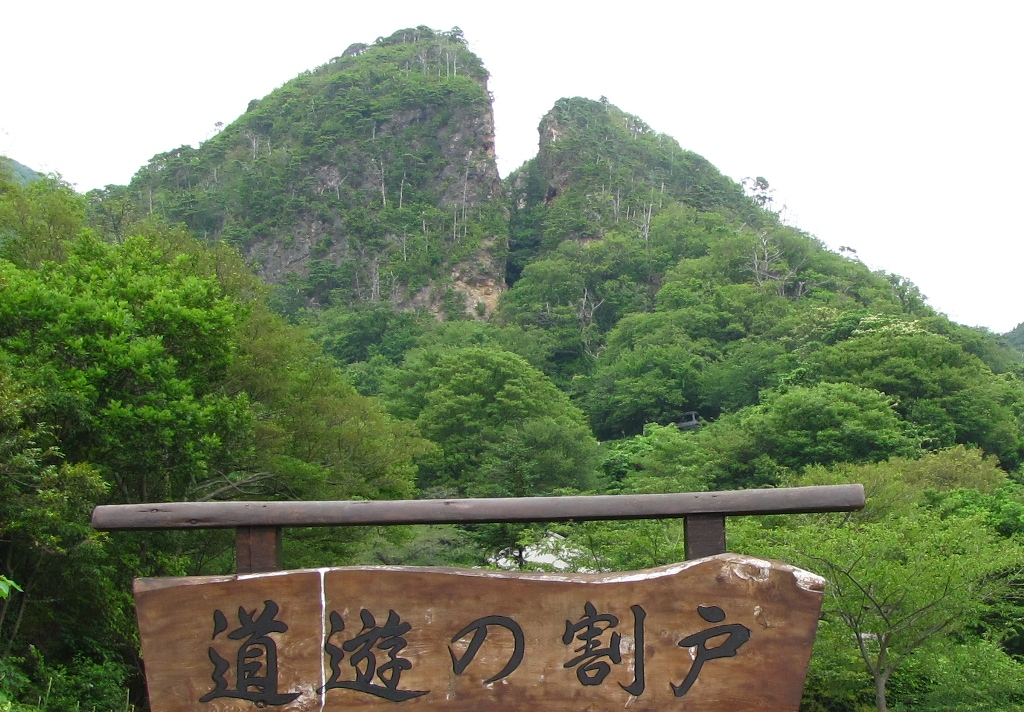
佐渡金山

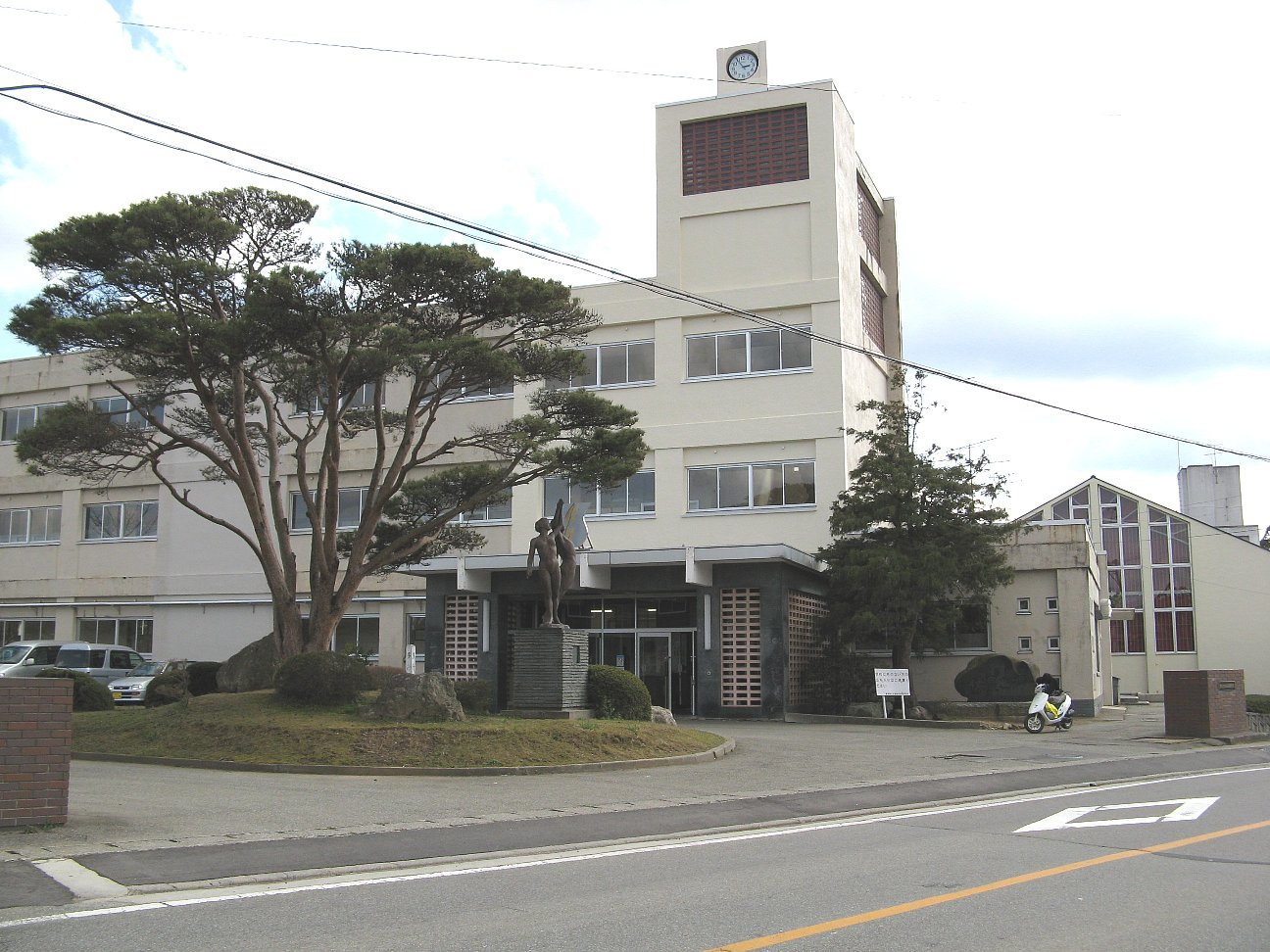
新潟県立佐渡総合高等学校

下記全路線のうち、両津地区から金井地区を経由して佐和田地区・相川地区とを結ぶ「本線」（系統番号1）のみが一般乗合バスで、それ以外の路線は全て、県と佐渡市が費用を補助して運行が維持されている（かつての廃止代替バスに該当する制度によるもの）。
両津、小木を発着する路線は佐渡汽船の旅客船便と接続する。特に両津ではフェリー便の到着に合わせて、複数のバスが同時に各方面に出発することがある（タイムドトランスファー）。但し荒天などにより船便が遅れた場合には接続しない。
また、利用客の減少や乗務員不足を理由に、2023（令和5）年4月のダイヤ改正でカーフェリー最終便からの接続の南線を廃止。カーフェリーの最終便から接続するのは本線のみとなった。
佐渡汽船旅客便の繁忙期（ゴールデンウィークや夏季）運行にあわせて時刻が変わる為、繁忙期用、通常用、冬季用の3種のダイヤグラムがある。
沿線人口の少なさから運行時間帯が限定されており、朝夕の他は昼間に数本程度の運転という事例が多い。20時以降始発の便は両津着22時のフェリー便から接続する本線、および平日の相川発佐和田行きのみとなっている。
国道350号線の両津・真野間など一部の区間を除いて、ほとんどの路線がフリー乗降制となっている。年末年始に完全に運休になる路線もある。
なお、両津地区の拠点となる「監督署前」バス停は佐渡労働基準監督署最寄りであるが、隣に両津営業所が所在するバス停でもあり、実質は「監督署前・両津営業所」である。

### 本線
- [1]：監督署前～両津埠頭～上町十字路～秋津～横山～吉井～新保～金井～泉～佐和田～窪田～五十里～沢根質場～紅葉町～海士町～相川～相川支所～材木町～相川博物館前～佐渡版画村～佐渡金山
  - 両津・佐和田・相川など、主要地区を結ぶ。1時間に約1本運行。国道350号を経由する為、乗降客は比較的多い。またフェリーへの接続便として上りに早朝便（相川4:08→両津埠頭5:03）、下りに深夜便（両津埠頭22:07→相川23:00）も設定されている。
  - 昼間時間帯は、佐和田地区内でセントラルタウンを経由する。
  - 佐渡金山発の便は、土休日の最終便を除き、相川地区内・きらりうむ終着となり、両津方面へは相川で乗り換えとなる。佐渡金山行きは土休日最終のみきらりうむ始発（両津発の便と相川で接続）。

### 南線
- [2]：佐和田～真野～畑野～新穂～両津局前～両津文化会館～佐渡中等教育学校前
  - 国仲平野の南側を本線とほぼ並行する路線。1時間に約1本の間隔で運行。乗降客は比較的多いが、本線よりは少ない。
  - 昼間時間帯はトキの森公園を経由する。また土休日のトキの森経由便は真野地区内で国分寺を経由し、平日とルートが変わる。
  - 平日・土休日とも両津方面の始発便、平日の11時台から最終と土休日の11時台の1便の佐和田行きは佐渡中等教育学校前発着。
  - 上記を除く、平日の佐和田発14時台まで、両津発7時台・8時台の便は両津文化会館発着。

### 東海岸線
- [3]：佐渡中等教育学校前～春日町～上町十字路～両津埠頭～椎崎温泉入口～住吉～野崎～河崎～真木～椎泊～両尾～羽二生～入鍬～大川～野城～水津～風島～片野尾～月布施～野浦～東強清水～赤玉～立間～豊岡～柿野浦～東鵜島～岩首
  - 両津から海岸線沿いに南下する路線。平日は岩首行き3便、両津行き4便の運行がある。岩首行き16時台以降、両津行き始発は佐渡中等教育学校前発着。
  - 土休日については1日1往復のダイヤが組まれているものの、事前電話予約制となり、予約の無かった場合は運休となる。
  - 岩首から多田（さらに寺泊～赤泊航路廃止の代替として運行していた赤泊まで）の区間は2023年3月で廃止された。[5]

### 内海府線
- [4] （佐和田～佐渡病院前～新穂小学校前～）監督署前～両津埠頭～上町十字路～春日町～平沢～浜梅津～吉住～椿～白瀬～小松～玉崎～坊ヶ崎～和木～馬首～平松～浦川～歌見～黒姫※～虫崎～北小浦～見立～鷲崎（～鷲崎港）～藻浦入口～藻浦～二つ亀～願～大野亀～真更川(〜岩谷口)
  - 両津から海岸線沿いに北上する路線。
  - 平日は1日6往復で、うち2往復は上記区間内では両津～黒姫間の運行。真更川発の始発便、両津15時台発の便は両津側にて佐和田まで延長運転される。
  - 土休日は1日4往復で、うち2往復が岩谷口まで足を延ばす。大野亀～岩谷口は旧外海府線。特に真更川～岩谷口は夏季に1日2往復のみの運行であったが、2011年シーズンからは土休日のみの運行となった。大野亀～岩谷口は過去数年間運転されなかった時期があったが2006年から復活、その後内海府線に正式に組み込まれたが、2024年から再度運転されなくなった。

### 七浦海岸線
- [6]：佐渡病院～河原田本町～佐和田バスステーション～窪田～五十里～沢根質場～野坂～羽二生～二見～米郷～稲鯨～橘～相川→佐渡金山経由相川　（土休日1往復は尖閣湾揚島遊園着）
  - 本線が山側のトンネル経由に対し、海岸沿いを通る。
  - 佐和田方面から相川到着後、下記の経路バリエーションがある。
    - 佐渡版画村を回り相川に戻る（平日・土休日とも始発便）
    - 相川診療所から佐渡金山まで回り相川に戻る（平日2便目）
    - [9]海府線に変わり、尖閣湾揚島遊園まで向かう（土休日午後の1便）。

  - 佐和田方面行きは、平日の2便目以降と土休日最終の1便は、きらりうむ始発・佐渡版画村・佐渡金山を回ってから相川バス停を通り佐和田へ向かう。
  - 平日佐和田方面行き始発便は、佐和田到着後[13]国仲・金丸線に直通。

### 前浜線
- [7]：小木～大橋～羽茂高校前～赤岩～赤泊～多田
  - 小木から海岸線を東に進む。平日は最も本数の多い区間で1日5本の運行だが、小木発着は1往復のみ。一部時間帯はジャンボタクシーにて運行。
  - 土休日は羽茂高校前～多田間で1日1.5往復のダイヤが組まれているものの、事前電話予約制となり、予約の無かった場合は運休となる。ジャンボタクシーにて運行。

### 度津線
- [8]：小木～羽茂～滝平～上川茂
  - 地元住民専用の路線となり、一般利用不可となっている。小木から羽茂を経由し、小佐渡山地の合間を抜ける。。

### 海府線
- [9]：（佐渡病院～）佐和田～窪田～五十里～沢根質場～紅葉町～海士町～きらりうむ佐渡～相川～材木町～大間～千畳敷入口～上小川～尖閣湾達者～姫津～尖閣湾揚島遊園～北秋～戸地～戸中公民館前～平根崎～南片辺～北片辺公民館前～後尾～北川内～北立島～入川～入崎～高下北～北田野浦～小野見～石名～小田～大倉～関～岩谷口
  - 本線相川から北上する。尖閣湾など観光地も多い。
  - 佐和田発着は半数程度で、その他はきらりうむ佐渡発着。また、平根崎折り返しの便も設定されている。
  - 土休日の昼過ぎに、[6]七浦海岸線から直通の尖閣湾揚島遊園行き、尖閣湾揚島遊園発きらりうむ佐渡行きが1往復設定されている。
  - 1日1往復、平根崎より佐和田を経て[1]本線・両津との直通便が設定されている。平日の両津行きのみ朝、平日の平根崎行きと土休日の往復は夕方に運行。また当該便は学有日に相川中学校を経由する。

### 小木線
- [10]：（佐渡病院～）佐和田～真野新町～羽茂～小木～宿根木
  - 小木から羽茂を経由し、国道350号を経由して佐和田まで結ぶ。本線・南線とともに主要路線の1つである。1日に9本（平日の小木方面のみ10本）の運行。
  - 11宿根木線が土休日全便運休となったこともあり、宿根木まで昼間時間帯に3往復が運行されている。
  - 昼間時間帯は西三川ゴールドパークを経由する。土休日昼間はそれに加え佐渡伝説歴史館を経由する。
  - 平日の一部便は佐渡病院発着となる。

### 宿根木線
- [11]：羽茂高校前～小木～琴浦～宿根木～深浦～沢崎～江積
  - 平日のみ1日2往復のダイヤが組まれているものの、事前電話予約制となり、予約の無かった場合は運休となる。ジャンボタクシーにて運行。

### 国仲・金丸線
- [13]：佐和田～泉～佐渡病院～金井～皆川～目黒町～畑野十字路～待鶴荘前～佐渡総合高校前～新穂～下新穂～皆川～金井～佐渡病院～泉～佐和田
  - 佐和田と畑野、新穂を結ぶ循環系統。国仲平野を直線的に通るため南線よりも所要時間は多少短い。平日のみ畑野先回り・新穂先回りとも1日2本で、朝の畑野先回り便は[6]七浦海岸線からの直通。

### 松ヶ崎線
- [14]：佐和田～泉～金井～皆川～目黒町～畑野～長谷～小倉学校前～上小倉～出又橋～峠～紅葉山～丸山～多田～松ヶ崎東～本行寺前～岩首
  - 2023年3月までは岩首線の名称だった。国仲線畑野から小佐渡山地の脇を通り南海岸方面まで横断する。平日は1日2往復の運行。
  - 岩首までは平日のみ設定されている。岩首発は朝の1本のみ。岩首方面については、基本は本行寺前までの運行であるが、岩首までの区間まで乗車希望者がいる場合のみその停留所まで運行される。
  - 土休日は1日1往復のダイヤ（佐和田～本行寺前）が組まれているものの、事前電話予約制となり、予約の無かった場合は運休となる。ジャンボタクシーにて運行。

### 赤泊線
- [16]：（佐渡病院～）佐和田～真野新町～上川茂～赤泊～大橋～小木
  - 小佐渡山地を横断。平日3往復の運行。一部の便は佐渡病院発着となる。
  - 土休日は1日1往復のダイヤが組まれているものの、事前電話予約制となり、予約の無かった場合は運休となる。ジャンボタクシーにて運行。

### 素浜海岸線
- 小木～素浜海岸
  - 海水浴客向けの夏季限定路線。

### 横宿線
- [15]：監督署前～横山～新穂～佐渡総合高校前
  - およそ20年間バスの運行が途絶えていたが、2005年に復活。学生車のみの運行。

## 休止路線

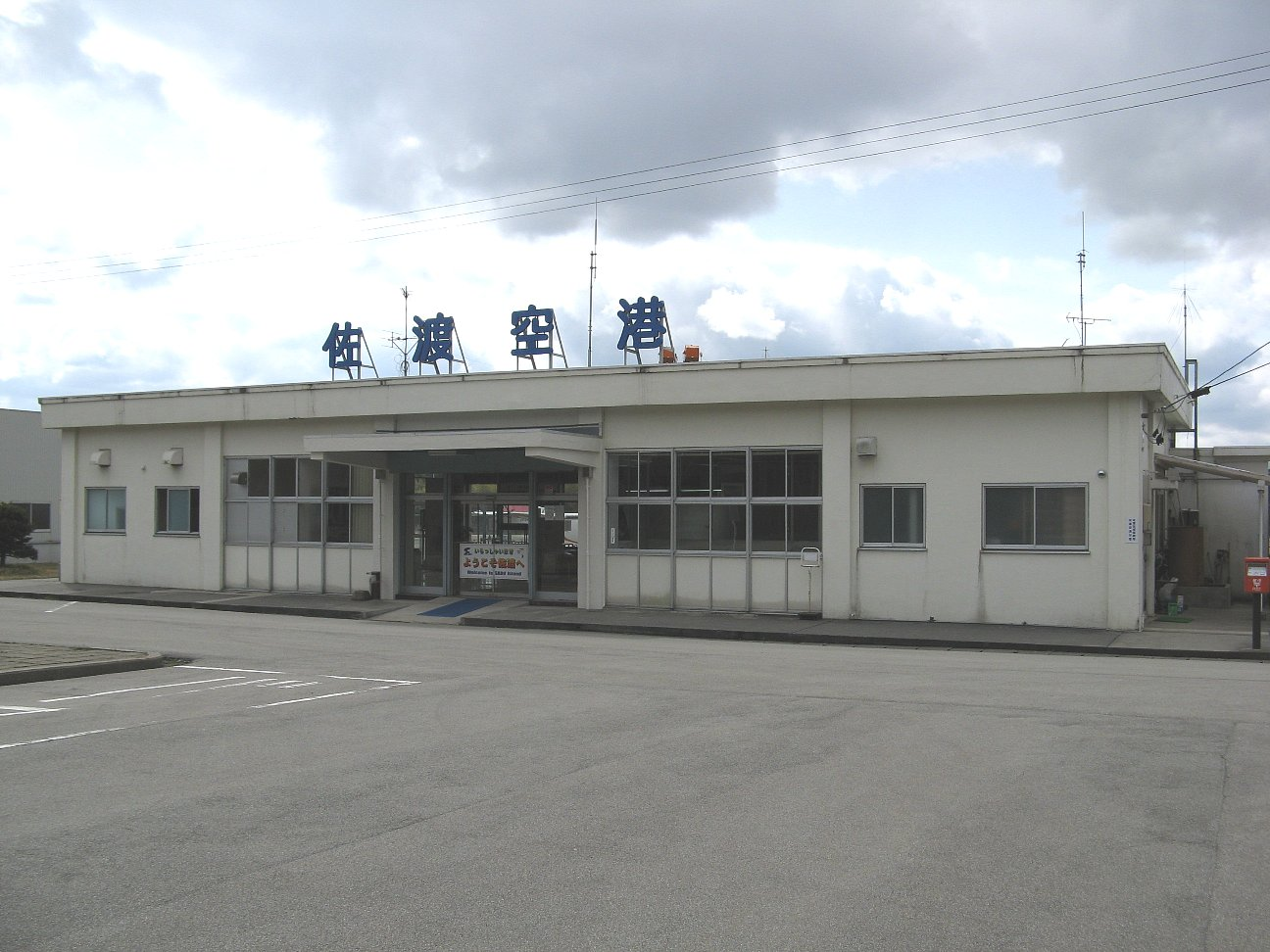
佐渡空港ターミナルビル

### 佐渡金山線
- 相川～佐渡金山

### 空港線
- 両津埠頭～佐渡空港
  - 本線・秋津バス停より分岐し、佐渡空港へ乗り入れていた。なお佐渡空港へは秋津バス停より徒歩10分弱。

## 車両
新潟交通本社と同様に、三菱とUDトラックス（旧:日産ディーゼル）、いすゞの3社の車両を導入している。分社化当初は新潟交通からの転籍車が中心だったが、自社発注の車両も少数ある。
路線車は、道路が狭隘であることと輸送力との兼ね合いから中型車が主力で、大型車は本線や海府線など比較的利用者の多い路線で使用される。大型車の中にはノンステップバスも在籍する。貸切車は大型車が主力である。
新潟交通が取り扱う、Jリーグの対アルビレックス新潟・アウェー戦会場への応援ツアーバスを運行する際、新潟交通（または新潟交通観光バス）が車両を確保できない場合は、新潟交通佐渡から車両を応援に貸し出すことがある。
近年は新潟交通グループ以外からの移籍者も導入しており、神奈川中央交通をはじめ、横浜市営バス、遠鉄バス、日本中央バス、名古屋市交通局、船橋新京成バスなどから移籍車を直接導入している。